# Слатко
Слатко (серб. слатко / slatko) — фруктовое варенье в сербской, болгарской, македонской кухне. Слатко состоит из цельных фруктов в густом сиропе. Для приготовления методом кандирования используются практически любые фрукты, включая землянику, чернику, сливу или вишню. Слатко не намазывают на хлеб, а едят ложечкой и запивают водой. Десерт используется как поливка для мороженого и вафель, а также как начинка для блинов.

## Традиции
По традиции всех гостей в сербских и болгарских домах встречают ложкой слатко и чашкой воды сразу после того, как они усаживаются. Особо почётным гостям предлагают дважды, хотя любой гость может попросить ещё один вид слатко, чтобы уважить хозяина. Для второго слатко должна использоваться другая ложка. Просить третий вариант, если его не предлагают, считается неподобающим, хотя обычно его дают. В качестве альтернативы гостям могут предложить мёд (или попросить выбрать между ними). До создания Югославии традиция слатко была распространена только в исторической Сербии, к югу от Савы и Дуная, и была неизвестна в Воеводине или других частях Австро-Венгерской империи.

## Варианты
Наиболее распространённые виды слатко сделаны из цельной клубники, слегка недозрелых слив с кожицей или кислой вишни. Другие свежие фрукты, такие как малина, черешня, арбузные корки, лепестки роз, айва, виноград, инжир, очищенные половинки или четвертинки абрикосов, персики, черника, ежевика или красная смородина, также могут быть использованы. Если готовится сливовое слатко, в смесь можно добавить половинки грецкого ореха или миндаль, или даже вставить их в сами сливы, чтобы заменить косточки. Некоторые фрукты и овощи (например, ревень и физалис), редко выращиваемые в Сербии, также хорошо подходят для слатко. Иногда используются также замороженные ягоды и фрукты, в этом случае количество используемой воды и время приготовления корректируются соответствующим образом.

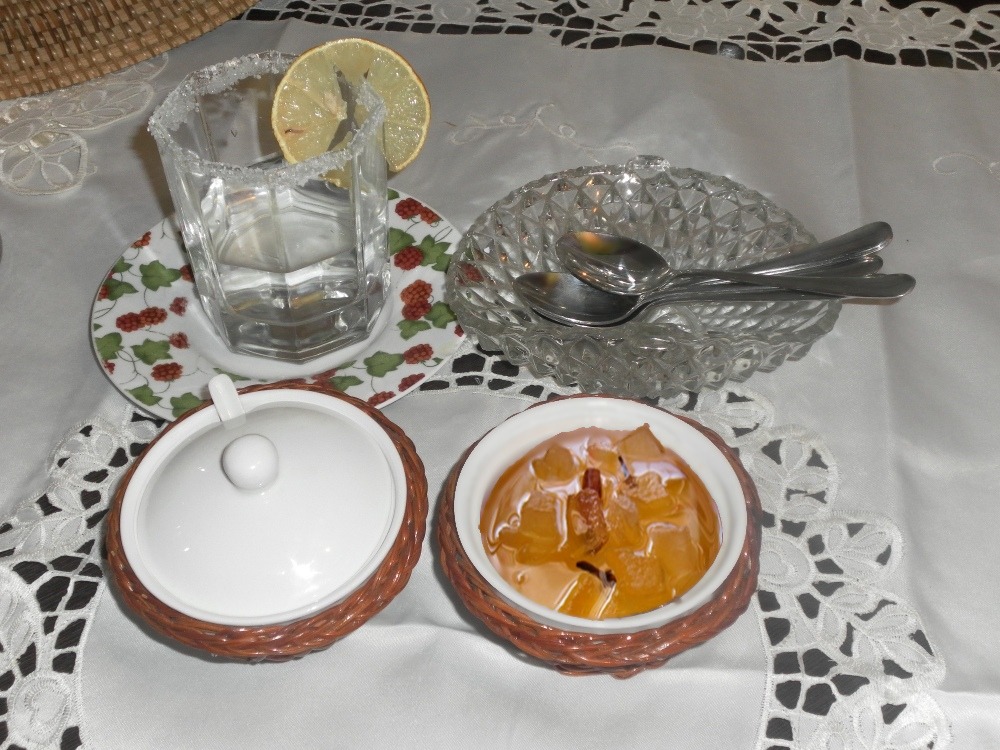
Слатко из арбузных корочек
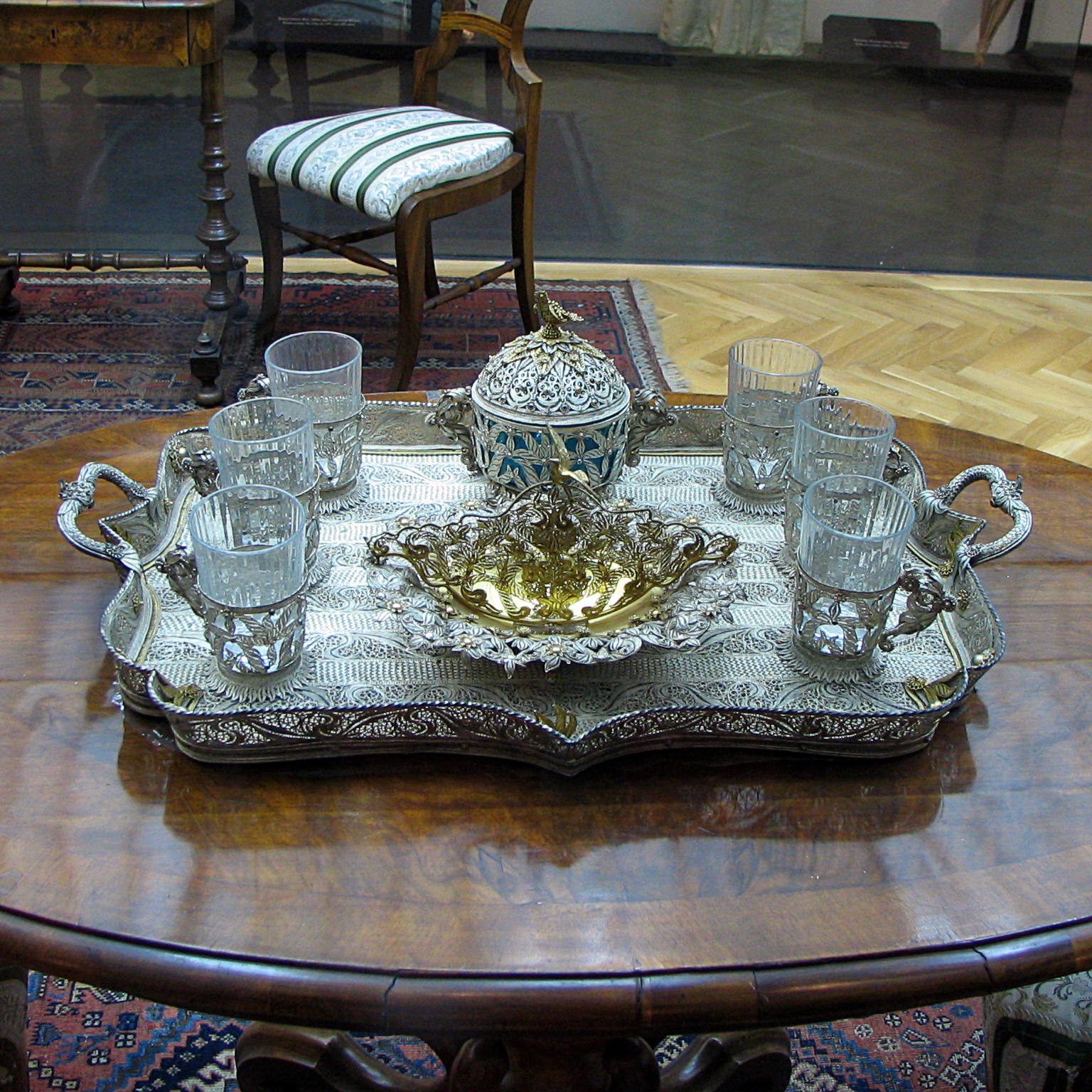
Столовые принадлежности для подачи слатко и вода